# Делия (певица)
Делия Матаке (на румънски: Delia Matache) е румънска поп певица.

## Биография
Делия Матаке е родена на 7 февруари 1982 година в Букурещ. Започва кариерата си на 17 години в дуетния състав N&D през 1999 г. с песента Vino la mine. Групата е активна до 2002 година. Общо групата записва четири албума. През 2003 година Делия напуска групата и почва соловата си кариера с няколко нови проекта и първите и два солови албума - Parfum de fericere през 2003 г. и Listen up през 2007 г.
През 2008 година тя участва в румънското реалити Dansez pentru tine. През 2009 година пуска песента Let it Rain и след кратка творческа пауза тя се завръща на сцената през 2011 година с песента Dale, който става голям хит, на следващата година тя става част от журито на румънския X factor. След това тя продължава с много проекти като gura ta, 1234 (unde dragoste nu), a lu mamaia.